# Tenis en Eslovaquia

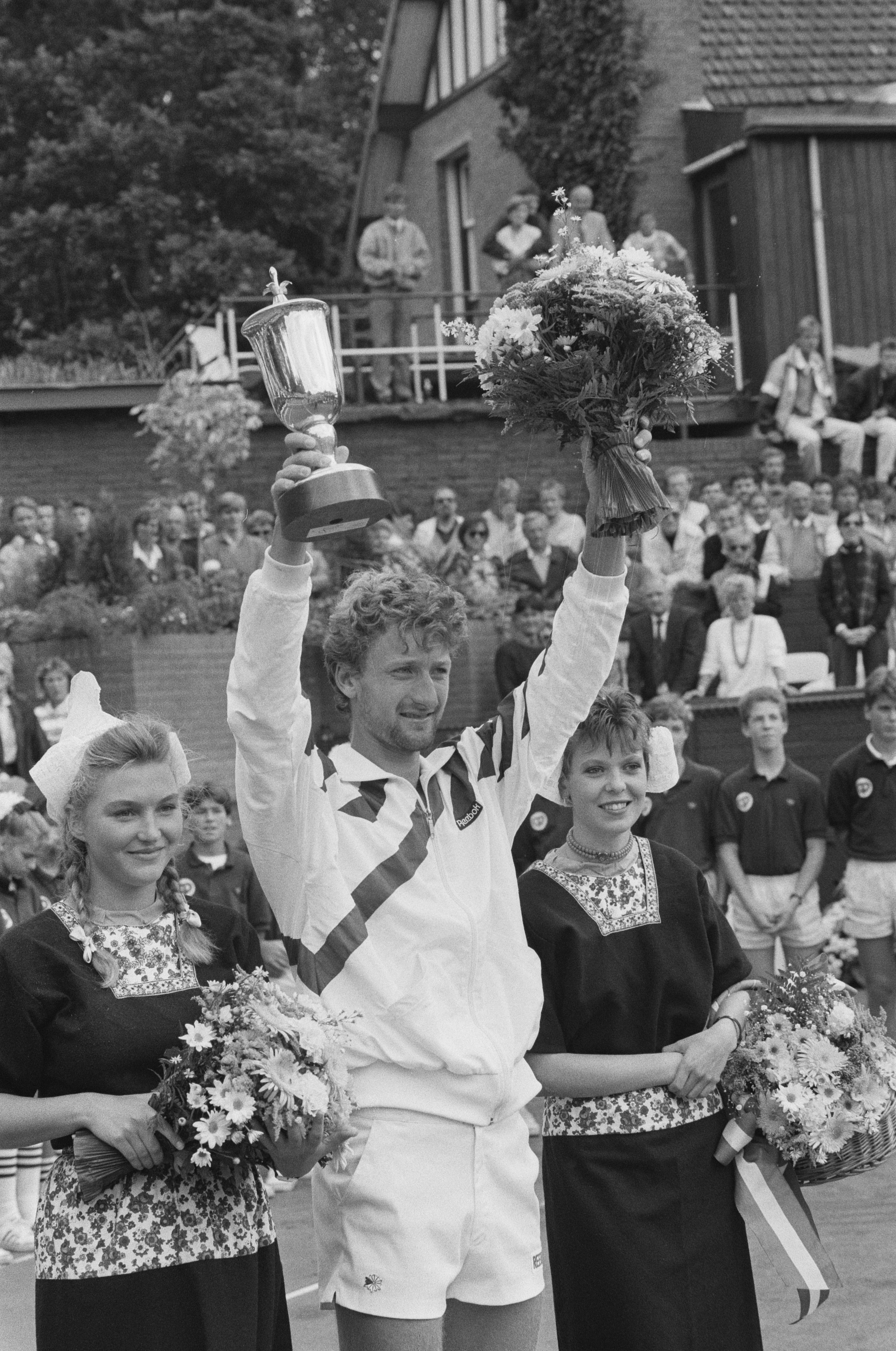
Miloslav Mecir ganador de los juegos olímpicos de 1988, y doble finalista de Grand Slam

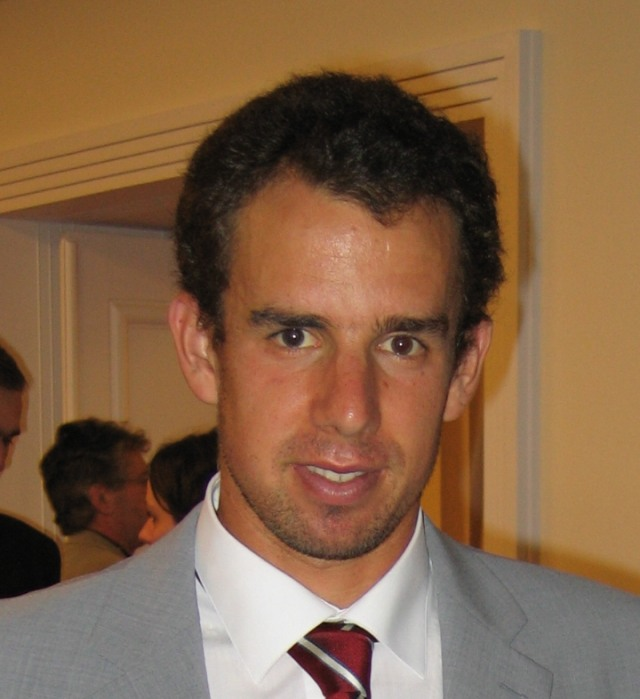
Dominik Hrbaty ganador de 6 títulos y semifinalista en Roland Garros

Las principales figuras de Eslovaquia en el tenis han sido Miloslav Mečíř, quien en 1988 ganó los primeras olimpíadas con tenis olímpico. Posteriormente lo seguiría Karol Kučera y Dominik Hrbatý. Actualmente Martin Klizan es la principal figura.
A nivel de representación nacional el Equipo de Copa Davis de Eslovaquia alcanzó su mejor participación cuando en 2005 fue finalista de la mano de Karol Kučera y Dominik Hrbatý.

## Mejores en el ranking ATP en individuales masculino
Tenistas eslovacos que han estado entre los 100 mejores del ranking ATP.
| Singlista           | Mejor puesto | Año  | Títulos |
| ------------------- | ------------ | ---- | ------- |
| Miloslav Mečíř      | 4.°          | 1988 | 11      |
| Karol Kučera        | 6.°          | 1998 | 6       |
| Dominik Hrbatý      | 12.°         | 2005 | 6       |
| Martin Kližan       | 24.°         | 2015 | 6       |
| Marián Vajda        | 34.°         | 1987 | 2       |
| Karol Beck          | 36.°         | 2005 | 0       |
| Alex Molčan         | 38.°         | 2022 | 0       |
| Lukáš Lacko         | 44.°         | 2013 | 0       |
| Ján Krošlák         | 53.°         | 1999 | 0       |
| Norbert Gombos      | 80.°         | 2017 | 0       |
| Jozef Kovalík       | 80.°         | 2018 | 0       |
| Branislav Stankovič | 86.°         | 1987 | 0       |
| Andrej Martin       | 93.°         | 2020 | 0       |